# La Chaux-de-Fonds
La Chaux-de-Fonds (phát âm tiếng Pháp: [laʃodəfɔ̃]) là một thành phố Thuỵ Sĩ nằm trong huyện La Chaux-de-Fonds của bang Neuchâtel. Nó toạ lạc trên dãy núi Jura, ở nơi có độ cao 1000 m, cách biên giới với Pháp chỉ vài km. Sau Geneva, Lausanne và Fribourg, đây là thành phố lớn thứ 4 ở Romandie, tức phần nói tiếng Pháp của Thuỵ Sĩ, với dân số tính đến tháng 12 năm 2017 là 38.625 người.
Thành phố hình thành năm 1656. Sự phát triển và thịnh vượng của nó gắn với nghề làm đồng hồ. La Chaux-de-Fonds trải qua một cuộc hoả hoạn vào năm 1794, để rồi được xây mới với những con đường chạy song song, một sơ đồ kiến trúc một không hai trên cả nước Thuỵ Sĩ; góc đông thành phố vẫn nguyên vẹn nhờ thoát khỏi đám cháy. Điều này tạo ra nét tương phản rõ ràng giữa khu phố cổ với khu phố mới. Kiến trúc sư Le Corbusier, nhà văn-thơ Blaise Cendrars và nhà chế tạo xe hơi Louis Chevrolet sinh ra ở nơi này. La Chaux-de-Fonds cũng là một trung tâm Art nouveau.
Năm 2009, La Chaux-de-Fonds và Le Locle, một thành phố lân cận, được đồng vinh danh là di sản thế giới UNESCO.